# Боге
Боге (араб. بوغي‎, фр. Boghé) — город на юго-востоке Мавритании, на территории области Бракна. Административный центр одноимённого департамента.

## Географическое положение
Город находится в юго-западной части области, на правом берегу реки Сенегал, вблизи границы с Сенегалом, на расстоянии приблизительно 240 километров к юго-востоку от столицы страны Нуакшота. Абсолютная высота — 13 метров над уровнем моря.

## Население
По оценочным данным 2013 года численность населения города составляла 31 000 человек.
Динамика численности населения города по годам:
| 1997   | 1998   | 2013   |
| ------ | ------ | ------ |
| 18 173 | 18 935 | 31 000 |

## Транспорт
В окрестностях города расположен небольшой аэропорт (ICAO: GQNE, IATA: BGH).